# Qui a tué Cendrillon ?
Pour plus de détails, voir Fiche technique et Distribution.
Qui a tué Cendrillon? est un long métrage français réalisé par Laurent Ardoint. Il a obtenu en 2013 le Prix du meilleur film en langue étrangère au Bare Bones International Film and Music Festival à Muskogee en Oklahoma.

## Synopsis
Un journaliste enquête à la suite de la disparition d'une jeune actrice dans des conditions mystérieuses. 

## Fiche technique
- Titre : Qui a tué Cendrillon?
- Réalisation : Laurent Ardoint
- Scénario : Laurent Ardoint et Stéphane Duprat
- Musique : Stéphane Duprat
- Photographie : Henri-Paul Korchia
- Montage : Laurent Ardoint et Henri-Paul Korchia
- Production : Laurent Ardoint
- Pays d'origine :  France
- Langue : français
- Format : couleur - 1,77:1
- Genre : comédie
- Durée : 72 minutes
- Date de sortie :
  - Bornshort Film Festival : 15 septembre 2012
  - Festival Cinémabrut  : 6 juillet 2013

- Date de sortie en DVD :
  - éditions L'Harmattan : 2 février 2016

## Distribution
- Stéphane Duprat : Philippe Delcourt
- Diane Montcharmont : Coralie Bonnet
- Sabine Goldberg : Commissaire Gaillot
- Ben : Jean-Luc Couderc
- Arnaud Cosson : Le CRS